# Pärnu JK
El Pärnu JK (en inglés: Pärnu Football Club) es un equipo de fútbol de Estonia que juega en la Esiliiga B, la tercera división de fútbol en el país.

## Historia
Fue fundado en Pärnu en 1989 y fue uno de los equipos fundadores de la Meistriliiga en 1992, cuando terminó la temporada en la octava posición. El club cambió su nombre por el de Parnu JK/Kalev mientras juega en la II liiga, logrando dos ascensos consecutivos que lo colocan de nuevo en la Meistriliiga para la temporada 1994/95, permaneciendo en ella por dos temporadas hasta su descenso en la temporada de 1995/96, año en el que cambió su nombre por su denominación original.
En 2013, mientras jugaba en las ligas regionales de Estonia, se convirtió en un equipo filial del Pärnu Linnameeskond, y actualmente es más conocido por su sección de fútbol femenil, la cual ha sido campeona del fútbol femenil de Estonia y con constantes participaciones en Europa.

## Palmarés
- Esiliiga: 1

1993/94
- II liiga: 1

1992/93
- III liiga Laas: 1

2015
- IV liiga Iouna: 1

2014
- V liiga Iouna/Laas: 1

2012